# Капитолий штата Монтана
Капито́лий шта́та Монта́на (англ. Montana State Capitol) находится в городе Хелена (англ. Helena) — столице штата Монтана. В нём проводит свои заседания Легислатура Монтаны, состоящая из Палаты представителей и Сената штата Монтана.
В 1981 году здание Капитолия штата Монтана было включено в Национальный реестр исторических мест США.

## История

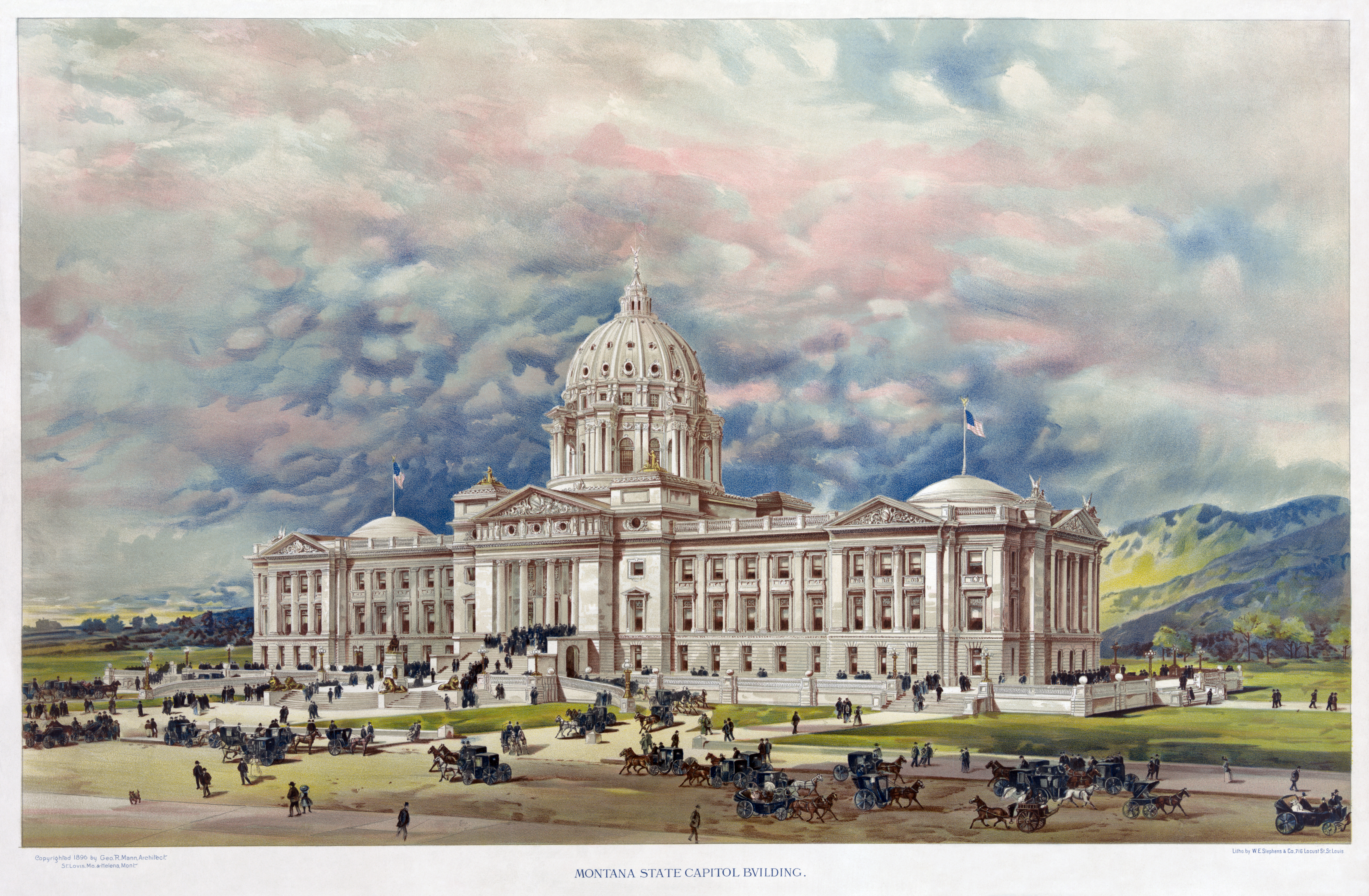
Дизайн, победивший в 1896 году на конкурсе проектов Капитолия штата Монтана и ставший прообразом Капитолия штата Арканзас

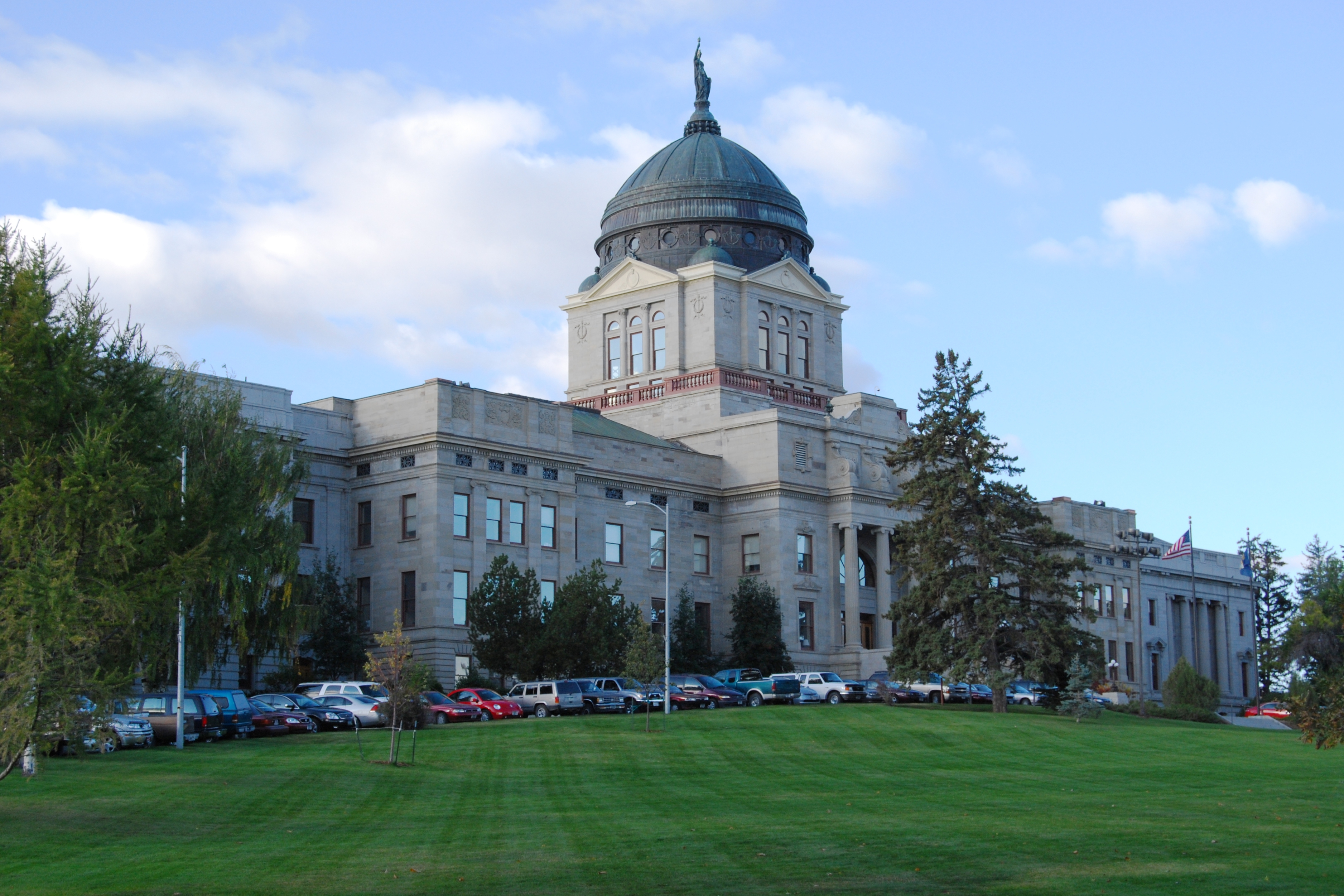
Современный вид Капитолия штата Монтана

В 1864 году была образована Территория Монтана, а 8 ноября 1889 года Монтана стала 41-м штатом США. Столицей штата стал город Хелена, который был столицей Территории Монтана с 1875 года.
В 1896 году был объявлен конкурс проектов Капитолия штата Монтана. На этом конкурсе победил дизайн, представленный архитектором из Сент-Луиса Джорджем Ричардом Манном (George Richard Mann).
В 1897 году, однако, выяснилось, что комиссия, принимавшая решение, собиралась осуществить аферу со значительной частью средств, выделенных на строительство Капитолия. В результате первая комиссия была распущена, и была создана вторая комиссия, которая пересмотрела результаты конкурса проектов Капитолия и отклонила дизайн архитектора Джорджа Ричарда Манна по причине его дороговизны. Впоследствии на основании проекта Манна был построен Капитолий штата Арканзас в Литл-Роке.
Новой комиссией был проведён второй конкурс проектов Капитолия, на котором был выбран дизайн, представленный архитекторами Чарльзом Эмленом Беллом (Charles Emlen Bell) и Джоном Хэкеттом Кентом (John Hackett Kent). Строительство Капитолия началось в 1899 году. В 1901 году в процессе строительства был изменён дизайн купола Капитолия — низкий купол сферической формы (изначально предложенный Джоном Х. Кентом) решили заменить на более высокую и впечатляющую структуру. Строительство Капитолия было завершено в 1902 году. В 1909—1912 годах к зданию с были достроены два крыла с восточной и западной стороны.

## Архитектура
Здание Капитолия штата Монтана построено из монтанского песчаника и гранита. Архитектура здания выполнена в неогреческом стиле. Внешняя часть купола покрыта медью. На вершине купола установлена Статуя Свободы (Lady Liberty).
Внутри Капитолия находится красиво оформленная ротонда с четырьмя кругообразными картинами вокруг неё. Внутри здания также находится известное полотно художника Чарльза Мариона Рассела (Charles Marion Russell) под названием «Встреча Льюиса и Кларка с индейцами племени Флэтхед в Росс-Хоул» (англ. Lewis and Clark Meeting the Flathead Indians at Ross' Hole). Размер картины — 7,6 × 3,6 м. Эта картина была написана в 1912 году и посвящена историческому событию, произошедшему 5 сентября 1805 года во время экспедиции Льюиса и Кларка.
Перед главным (северным) входом Капитолия находится конная статуя генерала Томаса Фрэнсиса Мигера (Thomas Francis Meagher, 1823—1867), который был губернатором Территории Монтана в 1865—1867 годах. Эта статуя была отлита из бронзы в 1905 году на литейной American Bronze Foundry в Чикаго.